# Cyrtandra fenestrata
Cyrtandra fenestrata är en tvåhjärtbladig växtart som beskrevs av Charles Baron Clarke. Cyrtandra fenestrata ingår i släktet Cyrtandra och familjen Gesneriaceae. Inga underarter finns listade i Catalogue of Life.